# 15126 Бріттаніандерсон
15126 Бріттаніандерсон (15126 Brittanyanderson) — астероїд головного поясу, відкритий 8 березня 2000 року.
Тіссеранів параметр щодо Юпітера — 3,589.